# Microfluïdische chip
Een microfluïdische chip is een stukje glas of kunststof waarin kleine structuurtjes zijn aangebracht die vloeistoffen kunnen bevatten. Veel microfluïdische chips hebben een lengte en breedte van enkele centimeters en een hoogte van enkele millimeters. De structuurtjes in zo'n chip (kanaaltjes of 'welletjes') hebben een diameter van één tot enkele honderden micrometers.
Microfluïdische chips kunnen gebruikt worden voor het bewerken en analyseren van zeer kleine hoeveelheden vloeistof. Dit heeft als extra voordeel dat de reactietijden kort zijn. Het gebruik van microfluïdische chips is sinds de jaren 90 sterk in opkomst. Vooral de toepassing van microarrays heeft een hoge vlucht genomen. Er wordt echter ook veel onderzoek gedaan naar mogelijkheden om scheidingen (zoals capillaire elektroforese) uit te voeren in een microfluïdische chip, of om cellen te sorteren en te behandelen. Het resultaat kan bijvoorbeeld een lab-on-a-chip zijn.
In microfluïdische chips gaan andere natuurwetten een belangrijke rol spelen dan bij grote vloeistofstromen. Zo is er vanwege de kleine afmetingen sprake van een dusdanig laag reynoldsgetal dat er bijna altijd laminaire stroming is. Dit maakt het moeilijk om vloeistoffen te mengen, omdat er geen turbulentie optreedt (het "mengprobleem"). Ook interacties met de wand kunnen een dominante rol gaan spelen.